# 卡萨涅 (洛特省)
卡萨涅（法語：Cassagnes，法語發音：[kasaɲ] ⓘ）是法国洛特省的一个市镇，属于卡奥尔区。

## 地理
卡萨涅（44°33'33"N, 1°8'20"E）面积11.62 平方千米，位于法国奧克西塔尼大區洛特省，该省份为法国西南部内陆省份，北起顺时针与科雷兹省、康塔爾省、阿韦龙省、塔恩-加龙省、洛特-加龍省和多尔多涅省接壤。
与卡萨涅接壤的市镇（或旧市镇、城区）包括：弗赖西内勒热拉、卢布雅克、蒙卡布里耶、波马雷德、皮莱韦克。

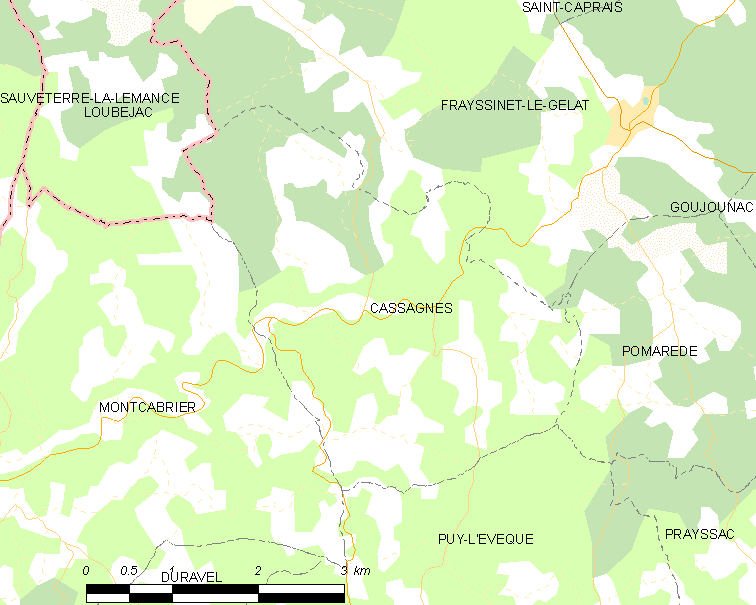
的OSM定位图

卡萨涅的时区为UTC+01:00、UTC+02:00（夏令时）。

## 行政
卡萨涅的邮政编码为46700，INSEE市镇编码为46061。

## 政治
卡萨涅所属的省级选区为皮莱韦克县。

## 人口

1962-2008年间人口变化图示

卡萨涅于2022年1月1日时的人口数量为174人。